# Stokłosa groniasta
Stokłosa groniasta (Bromus racemosus L.) – gatunek rośliny z rodziny wiechlinowatych.

## Rozmieszczenie geograficzne
Jako gatunek rodzimy występuje od Półwyspu Iberyjskiego na zachodzie i Półwyspu Skandynawskiego na północy po Chiny na wschodzie. Ponadto jako antropofit rośnie także na obu kontynentach amerykańskich, w Australii, Nowej Zelandii, w Rosji w Kraju Nadmorskim oraz na Półwyspie Koreańskim. W Polsce występuje na rozproszonych stanowiskach na nizinach.

## Morfologia

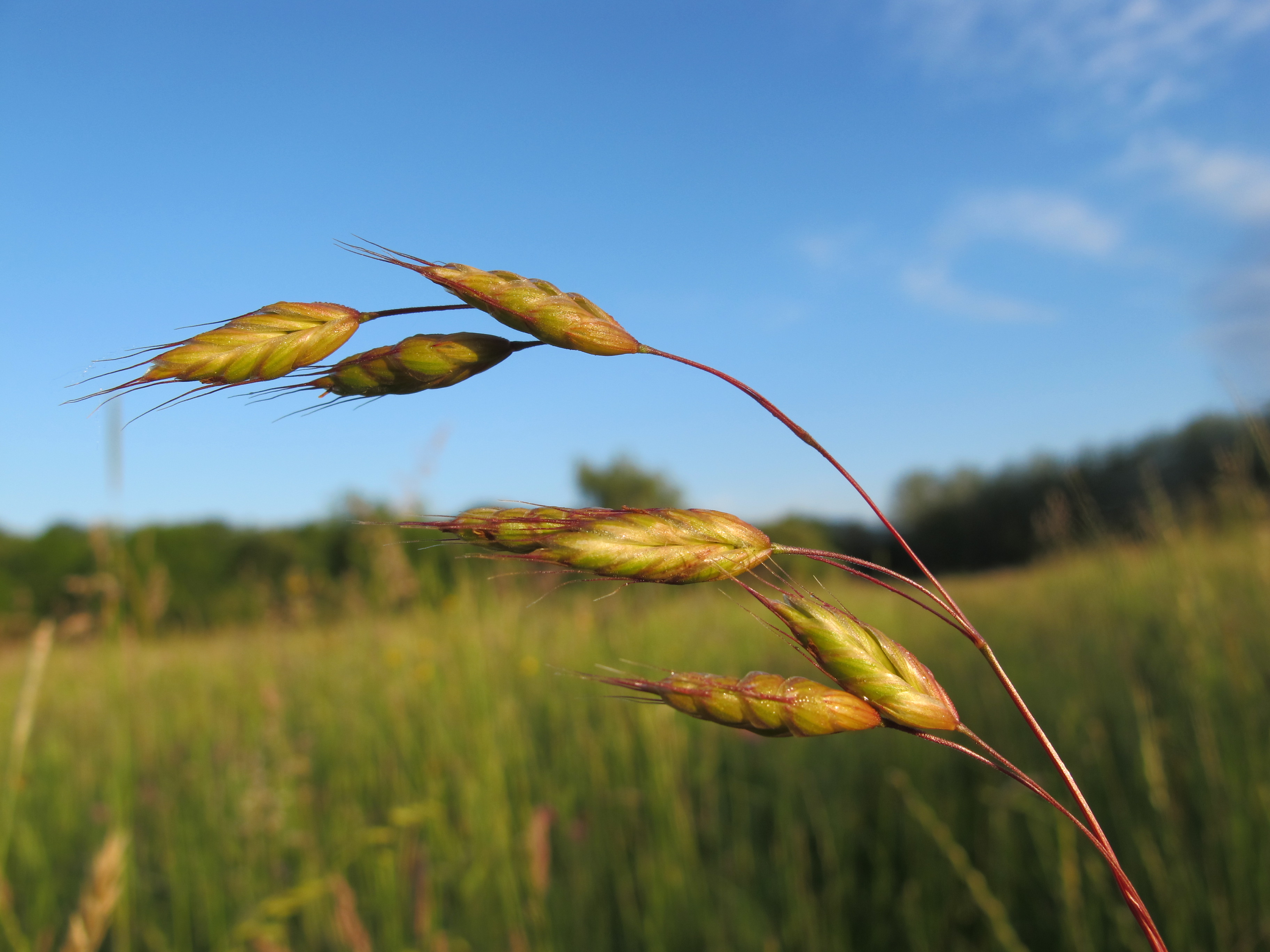
Kwiatostan

ŁodygaŹdźbło do 80 cm wysokości.
KwiatyZebrane w 5-7-kwiatowe, jajowate, zielone kłoski długości ok. 15 mm, te z kolei zebrane w wąską, skąpokłoskową wiechę długości 5-10 cm. Plewa dolna 3-5-nerwowa, górna - 5-9-nerwowa. Plewka dolna naga, długości ok. 7 mm, z ością długości 6-7 mm. Pylniki zamknięte, o długości 1,5 mm.

## Biologia i ekologia
Roślina dwuletnia. Rośnie na łąkach. Kwitnie w maju i czerwcu. Gatunek charakterystyczny łąk kaczeńcowych ze związku Calthion i zespołu Sanguisorbo-Silaëtum. Liczba chromosomów 2n = 14, 28, 56.

## Zagrożenia i ochrona
Roślina umieszczona na Czerwonej liście roślin i grzybów Polski (2006) pośród gatunków narażonych na wyginięcie (kategoria zagrożenia V). W wydaniu z 2016 roku otrzymała kategorię NT (bliski zagrożenia).